# Félix Martin Réal
Pour les articles homonymes, voir Réal.
Félix Martin Réal est un homme politique français né le 10 mai 1792 à Grenoble (Isère) et décédé le 25 juin 1864 au château de Beauregard (Isère).

## Biographie
Fils d'André Réal, conventionnel, il est avocat, puis magistrat sous la Monarchie de Juillet. Avocat général à la cour d'appel de Grenoble en 1830, il est conseiller général et député de l'Isère de 1830 à 1834, siégeant dans l'opposition et de 1836 à 1848, siégeant dans la majorité soutenant les ministères de la Monarchie de Juillet. Il est nommé conseiller d’État en 1837.

## Portraits
- Célestin Blanc, Portrait de Félix Réal, 1850, huile sur toile. Coll. musée de Grenoble (inv. MG 1993-23-R).
- Aimé Charles Irvoy, Buste de Félix Réal, 1863, plâtre. Coll. musée de Grenoble (MG 1994-9-R).
- Victor Sappey, Buste de Félix Réal, 1832, plâtre. Coll. musée de Grenoble (MG IS 83-9).

## Sources
- « Félix Martin Réal », dans Adolphe Robert et Gaston Cougny, Dictionnaire des parlementaires français, Edgar Bourloton, 1889-1891 [détail de l’édition]